# اوبلیسک رومیانتسف
ابلیسک رومیانتسف (روسی: Румянцевский обелиск یک ابلیسک گرانیتی واقع در سن پترزبورگ است. این ابلیسک در مرکز میدان رومیانتسف قرار دارد. در جزیره واسیلیفسکی، بین کاخ منشیکوف و موسسه نقاشی، مجسمه‌سازی و معماری سن پترزبورگ. این ابلیسک یادبود پیروزی‌های کنت پیوتر رومیانتسف در طول جنگ روسیه و ترکیه بین سال‌های ۱۷۶۸ تا ۱۷۷۴ و خدمت او در جنگ روسیه و ترکیه ۱۷۸۷ تا ۱۷۹۲ است.
ایده ساخت این بنای یادبود در اواخر سلطنت ملکه کاترین کبیر شکل گرفت و توسط پسر و جانشین او، امپراتور پاول اول، در سال ۱۷۹۹ محقق شد. پاول تلاش کرده بود تا وارثان رومیانتسف را متقاعد کند که پیشنهاد ساخت کاخی با هزینه عمومی به جای بنای یادبود را بپذیرند، اما این پیشنهاد رد شد. این بنای یادبود طبق طرح وینچنزو برنا ساخته شد و در ابتدا در چمنزار تزاریتسین، که بعدها به میدان مارس تغییر نام داد، قرار داشت. این بنا در طول حیات خود دو بار جابجا شد، یکی پس از رونمایی از بنای یادبود سووروف در آنجا، به مکانی جدید در چمنزار تزاریتسین و سپس پس از سال ۱۸۱۸ به جزیره واسیلیفسکی، جایی که همچنان در آن قرار دارد. میدانی که این بنا در آن قرار دارد، پس از سال ۱۸۶۷ با باغ‌هایی محوطه‌سازی شد و پس از مدتی که در دوران شوروی به نام تاراس شوچنکو تغییر نام داد، نام اصلی خود، میدان رومیانتسف، را داشت که در سال ۲۰۰۱ بازسازی شد.

## لقاح
ایده ساخت بنای یادبودی برای بزرگداشت پیروزی‌های رومیانتسف در سال ۱۷۹۵، در اواخر سلطنت ملکه کاترین کبیر، مطرح شد. ملکه و رومیانتسف هر دو در سال ۱۷۹۶ درگذشتند، اگرچه پسران رومیانتسف همچنان برای تحقق این بنای یادبود تلاش می‌کردند. جانشین کاترین، امپراتور پاول اول، سعی کرد آنها را متقاعد کند که به جای آن، پیشنهاد ساخت کاخی با هزینه عمومی را بپذیرند، اما آنها امتناع کردند. پاول سرانجام در فوریه ۱۷۹۸ با این درخواست موافقت کرد و دستور ساخت یک هرم سنگی را «برای بزرگداشت پیروزی‌های فیلد مارشال رومیانتسف-زادونایسکی، که قرار است در میدان بین باغ تابستانی و لومبارد قرار گیرد، صادر کرد و دستور داد مبلغ ۸۲٬۴۴۱ روبل در اختیار مارشال رسمی ما، تیسنهاوزن، قرار گیرد تا در صورت درخواست او در دسترس باشد.» به معمار وینچنزو برنا مأموریت طراحی این بنای یادبود داده شد.

## طراحی و ساخت
این بنای یادبود طی چند ماه مونتاژ و در اوایل سال ۱۷۹۹ در چمنزار تزاریتسین نصب شد. پس از تکمیل، این بنای یادبود ۲۱٫۳ متر (۷۰ فوت) ارتفاع دارد. ارتفاع، با ابلیسک و پایه ساخته شده از گرانیت سروبولسکی، و پایه از تیودیا صورتی ساخته شده است و راسکولسکی خاکستری مرمر. کتیبه‌ها و نقش برجسته‌ها از مرمر سفید ایتالیایی هستند که نشان دهندهٔ غنائم نظامی و حلقه‌های گل از برنز تیره می‌باشند. در بالای هرم هرمی شکل، یک گوی طلاکاری شده قرار دارد که عقابی بال‌هایش را گشوده است. در جلوی پایه، یک پلاک مرمر سیاه با کتیبهٔ طلاکاری شدهٔ «پیروزی‌های رومیانتسف» (روسی: Румянцова побѣдамъ به چشم می‌خورد). این ابلیسک که در ابتدا در جنوب چمنزار، نزدیک رودخانه مویکا قرار داشت، در سال ۱۸۰۱ و پس از نصب بنای یادبود سووروف اثر میخائیل کوزلوفسکی در همان نزدیکی، به انتهای شمالی و نزدیک‌تر به کاخ مرمر و رودخانه نوا منتقل شد.

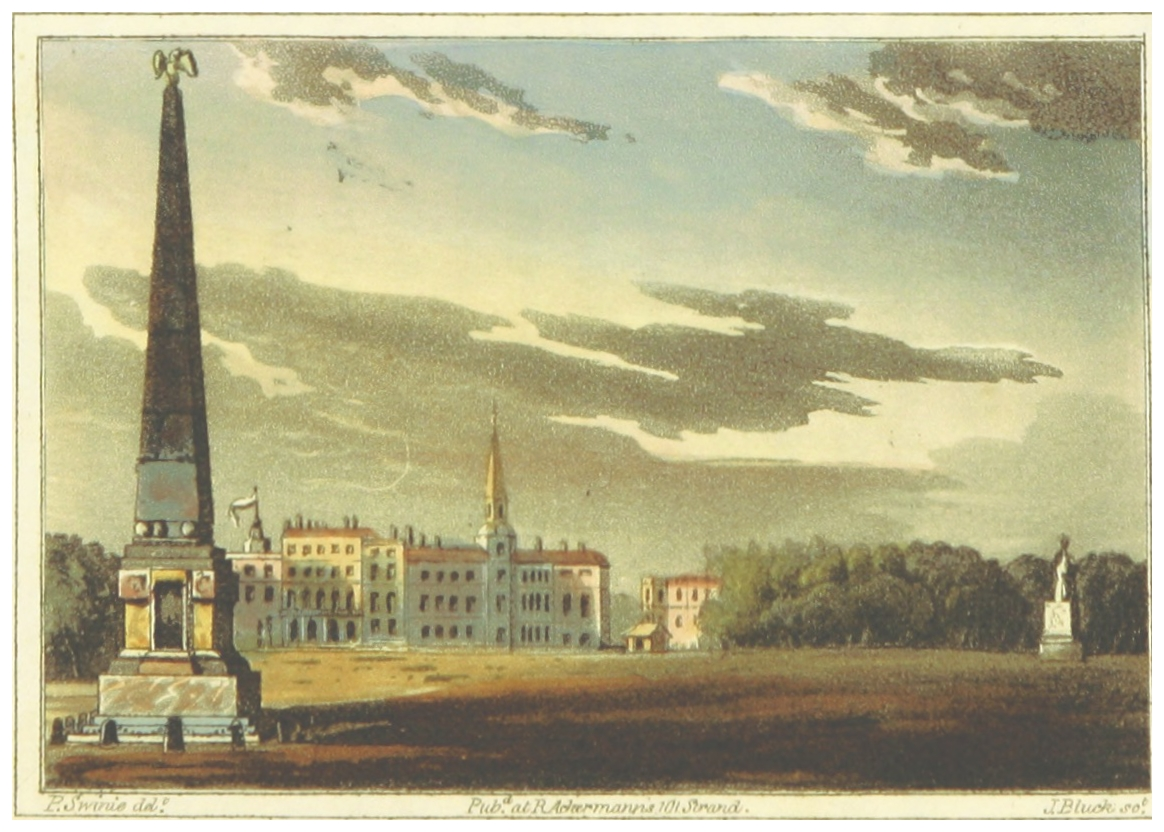
بنای یادبود در میدان مارس در سال ۱۸۱۴. در پس‌زمینه سمت راست، بنای یادبود سووروف قرار دارد. هر دو در سال ۱۸۱۸ جابجا شدند.

این بنای یادبود در سال ۱۸۱۸، به عنوان بخشی از طرح بازسازی چمنزار توسط معمار کارلو روسی، که اکنون «میدان مریخ» نامیده می‌شود، دوباره جابجا شد. با تأیید امپراتور الکساندر اول، این بنا در جزیره واسیلیفسکی، در میدان رژه بین آکادمی هنرهای امپراتوری و کاخ منشیکوف، محل استقرار اولین سپاه کادت، جایی که خود رومیانتسف در آن تحصیل کرده بود، نصب شد. روسی با قرار دادن آن در مکان جدیدش، ابلیسک را بر روی یک ستون پله‌دار گرانیتی قرار داد. در سال‌های اولیه، این بنای یادبود دچار آسیب و سرقت برخی از تزئینات برنزی آن شد. در سال ۱۸۰۹، آندری ورونیخین این بنای یادبود را مرمت کرد و قسمت‌های گمشده توسط واسیلی اکیموف دوباره ریخته‌گری شدند.

## تحولات بعدی
محوطه این بنای یادبود بین سال‌های ۱۸۶۶ تا ۱۸۶۷ با احداث باغ‌هایی در میدان با هزینه تاجر شهر، اس.اف. سولوویف و طراحی نیکولای کووریگین توسعه یافت. . این میدان دوباره در سال ۱۹۲۷ توسط رودولف کاتزر بازسازی شد و در ۲۲ فوریه ۱۹۳۹ به یاد شاعر تاراس شوچنکو، که در آکادمی هنر زندگی و کار می‌کرد، به میدان شوچنکو تغییر نام داد. نام اصلی آن، میدان رومیانتسف، در ۲۱ مه ۲۰۰۱ بازگردانده شد.